# 歴史写真
歴史写真（れきししゃしん）とは歴史情報を含む写真のことを指す。古写真とも呼ばれる。

## 日本
主に、幕末以降で人物や民俗風習、文化財を撮影したもの、生麦事件や満州事変などの事件現場や、日露戦争や市街地空襲の跡などの戦争の現場を撮影したもの、関東大震災や伊勢湾台風などの災害の被害状況を撮影したものなどがある。民俗では、庶民の生活や市街、郊外の情景をフェリックス・ベアトやスティルフリードなどが撮影したものが残されている。土産物用に風俗や名所の風景を撮影した「横浜写真」というものもある。

### 歴史
日本では、嘉永元年（1848年）に初めて写真機が伝わった。薩摩藩藩主の島津斉彬が主導し、安政4年（1857年）に撮影実験に成功している。
はじめに、日本の情景を撮影したのは、アメリカ合衆国のマシュー・ペリーの艦隊に従軍していた写真家のエリファレット・ブラウンJr.（1816年 - 1886年）であるとされる。ブラウンの撮影した写真や一緒に従軍していた画家のウイリアム・ハイネの絵などを元にした挿絵が『ペリー遠征記』に掲載された。ブラウンの撮影したダゲレオタイプは、アメリカ政府が「ペリー遠征記」を出版するために数社へ預けられていたが、1856年にその内の一つで印刷所のデュバル社の火災により焼失、ほかの印刷会社に預けられたものも紛失したとされている。現在、確認されているものは松前藩や浦賀奉行所の役人を撮影した画像の6点のみである。